# Ланчиков, Виктор Константинович
Виктор Константинович Ланчиков — российский лингвист, переводчик, кандидат филологических наук, доцент, профессор МГЛУ.

## Биография
Окончил переводческий факультет МГПИИЯ им. М. Тореза. Преподаёт на кафедре перевода английского языка МГЛУ.

## Деятельность
В. К. Ланчиков — переводчик художественной литературы и переводовед, представитель лингвистической школы перевода МГПИИЯ им. М. Тореза — МГЛУ, опирающейся на принцип функционально-коммуникативного подобия перевода оригиналу и использующей для обоснования своих положений в первую очередь лингвистические данные. Ученик М. Д. Литвиновой; развил и обосновал многие положения предложенной ей теории языковых спектров. Автор оригинального курса лекций по истории перевода в России, а также по частной теории перевода для пары английского и русского языков. Многие вопросы из данного курса отражены в учебных пособиях и статьях В. К. Ланчикова в переводческих журналах «Тетради переводчика», «Столпотворение», «Мосты», «Вестник МГЛУ» и др.
С 2010 года является главным редактором переводческого журнала «Мосты».
Под его научным руководством написаны десятки дипломных работ, а также защищен ряд кандидатских диссертаций по вопросам теории перевода.
Переводит художественные произведения:
- Дж. Фаулза;
- Г. К. Честертона;
- Д. Г. Лоуренса;
- Д. Томаса;
- П. Вудхауса;
- В. Найпола;
- К. Воннегута;
- Т. Шарпа;
- Т. Пратчетта и др.

## Основные работы
- Мир перевода-6. Трудности перевода в примерах (соавт., 2001).
- Клюкина Т. П., Клюкина-Виктюк М. Ю., Ланчиков В. К. Политика и крылатика. Высказывания видных политических, государственных и общественных деятелей Великобритании, Ирландии, США и Канады — М.: Р.Валент, 2004. — 232 с. — ISBN 5-93439-123-2
- Ланчиков В. К., Псурцев Д. В. Техника перевода. Сборник упражнений по переводу с английского языка на русский. Ч. 2. Лексические проблемы перевода. Проблемы передачи экспрессивности. — М.: Р. Валент, 2007. — 197 с. — ISBN 978-5-93439-218-6.
- Бузаджи Д. М., Гусев В. В., Ланчиков В. К., Псурцев Д. В. Новый взгляд на классификацию переводческих ошибок. — М.: Всероссийский центр переводов научно-технической литературы и документации, 2009. — 120 с. — ISBN 978-5-94360-013-5.
- Бузаджи Д. М., Ланчиков В. К. Текст. Анализ. Перевод. — М., 2012.
- Бузаджи Д. М., Ланчиков В. К., Маганов А. С., Зотина Т. А. Профессиональная компетенция преподавателей перевода английского языка: Учебно-методическое пособие. — М.: ИПК МГЛУ «Рема», 2010. — 240 с. — ISBN 978-5-88983-346-8.